# Mein Herz singt nur für Dich
Mein Herz singt nur für Dich (Originaltitel: Because You’re Mine) ist ein US-amerikanisches Filmmusical aus dem Jahr 1952. Der Titelsong Because You’re Mine erhielt eine Oscar-Nominierung für den besten Originalsong.

## Handlung
Der Opernsänger und Superstar Renaldo Rossano wird zur amerikanischen Armee eingezogen. Sein Sergeant, „Bat“ Batterson, ist ein Opernfan, der Rossano bewundert und möchte, dass dieser die Gesangsstimme seiner Schwester begutachtet. Der Rest des Zuges und der Kompaniechef missbilligen, dass Batterson Rossano bevorzugt, indem er ihn von der normalen Ausbildung befreit.
Rossano überredet Batterson, ihn nach New York reisen zu lassen, angeblich, um die Stimme von Battersons Schwester Brigit beurteilen zu lassen, in Wirklichkeit aber, um ihm einen Auftritt zu ermöglichen. Als der Sergeant merkt, dass er hereingelegt wurde, macht er sich daran, Rossano das Leben in der Armee schwer zu machen.

## Produktion
Mein Herz singt nur für Dich war eine unangenehme und turbulente Produktion. Die Dreharbeiten wurden unterbrochen, und während dieser Unterbrechung nahm Lanza erheblich an Gewicht zu. Nach Angaben seines Managers begann Lanza dann abzunehmen und beendete die Dreharbeiten mit weniger als 160 Pfund. Dies stellte sowohl die Kostümbildner als auch die Cutter vor einige Herausforderungen, da Lanzas Gewicht während der Produktion stark schwankte. In einer Szene, in der Lanzas Charakter eine Kirche betritt, wiegt er in einer Außenaufnahme, die später in der Produktion gedreht wurde, in seiner Militäruniform schlanke 160 Pfund; als er jedoch in einer Szene, die früher gedreht wurde, die Kirche betritt, wiegt er übergewichtige 230 Pfund.
Lanzas berüchtigter Ruf, temperamentvoll und schwierig in der Zusammenarbeit zu sein, begann mit der Produktion von Because You"re Mine. Lanza hasste das Drehbuch und weigerte sich zunächst, an dem Film mitzuwirken, da er ihn als weitaus minderwertigeren Nachfolger seines vorherigen Films Der große Caruso betrachtete, der 1951 der größte Kassenerfolg für MGM gewesen war. Dore Schary, der damalige Leiter des MGM-Studios, berichtete über Lanzas launisches und rüpelhaftes Verhalten während der Dreharbeiten, einschließlich der schamlosen sexuellen Belästigung der Hauptdarstellerin Doretta Morrow. Morrow empfand die Dreharbeiten zu Because You’re Mine als so erschütternd, dass sie nie wieder in einem Film mitwirkte. Lanza hatte sich Lana Turner als Hauptdarstellerin gewünscht, aber der Produzent Joe Pasternak bestand darauf, eine Schauspielerin zu besetzen, die singen konnte.
Die Soldaten im Film tragen ein Schulterabzeichen, das dem Schulterabzeichen der 28. Infanteriedivision ähnelt, das in den im Film verwendeten Aufnahmen einer Militärparade von echten Soldaten getragen wird.

## Besetzung und Synchronisation
| Rolle                         | Darsteller         | Deutscher Sprecher    |
| ----------------------------- | ------------------ | --------------------- |
| Renaldo Rossano               | Mario Lanza        | Axel Monjé            |
| Bridget Batterson             | Doretta Morrow     | Margot Leonard        |
| Sgt. Batterson                | James Whitmore     | Heinz Engelmann       |
| Ben Jones                     | Dean Miller        | Horst Niendorf        |
| Francesca Landers             | Rita Corday        | N. N.                 |
| Patty                         | Jeff Donnell       | Marit Grindel-Barneck |
| Mrs. Montville                | Spring Byington    | Agnes Windeck         |
| General Montville             | Curtis Cooksey     | Eduard Wandrey        |
| Captain Burton Nordell Loring | Don Porter         | N. N.                 |
| Albert P. Foster              | Eduard Franz       | Siegfried Schürenberg |
| Artie Pilcer                  | Bobby Van          | N. N.                 |
| Horsey Jackson                | Ralph Reed         | N. N.                 |
| Mrs. Rossano                  | Celia Lovsky       | N. N.                 |
| Maestro Paradoni              | Alexander Steinert | N. N.                 |
| Butler Parker                 | Joe Bautista       | Walter Bluhm          |
| Maestro Paradoni              | Alexander Steinert | Wolf Martini          |
| Mrs. Rossano                  | Celia Lovsky       | Roma Bahn             |
| Pfarrer                       | Sid Kane           | Paul Wagner           |
| Sgt. Grogan                   | Dick Wessel        | Werner Lieven         |
| Erzähler                      | N. N.              | Erik Ode              |

## Musik
Der Titelsong Because You’re Mine erhielt eine Oscar-Nominierung für den besten Originalsong. Der von Sammy Cahn und Nicholas Brodszky geschriebene Song wurde Lanzas drittes und letztes Werk, das sich millionenfach verkaufte.
Zu den musikalischen Höhepunkten des Films gehören Granada, The Lord's Prayer und Addio, Addio aus Rigoletto.

## Veröffentlichung
Because You’re Mine wurde am 25. September 1952 in New York uraufgeführt und kam am 3. Oktober in die Kinos. Nach Angaben von MGM spielte der Film in den USA und Kanada 2.267.000 $ und in anderen Ländern 2.304.000 $ ein, was einem Gewinn von 735.000 $ entspricht. Er war 1953 der fünfterfolgreichste Film an den britischen Kinokassen und wurde für die erste königliche Filmvorführung während der Regierungszeit von Königin Elisabeth II. ausgewählt.
Obwohl der Film an den Kinokassen erfolgreich war, stieß er bei den Kritikern auf wenig Gegenliebe. Bosley Crowther von der New York Times teilte diese Meinung, fand die Handlung des Films „banal“ und bemerkte: „Es ist wirklich der Gesang von Mario Lanza, der die Aufmerksamkeit auf diesen Technik lastigen Film lenken sollte und wird“.